# Championnat du monde féminin de course à l'élimination
Le Championnat du monde féminin de course à l'élimination est le championnat du monde de course à l'élimination organisé annuellement par l'UCI dans le cadre des Championnats du monde de cyclisme sur piste.

## Historique
La première édition a lieu lors des Championnats du monde de cyclisme sur piste 2021 à Roubaix.

## Palmarès
| Édition | Or                  | Argent           | Bronze           |
| ------- | ------------------- | ---------------- | ---------------- |
| 2021    | Letizia Paternoster | Lotte Kopecky    | Jennifer Valente |
| 2022    | Lotte Kopecky       | Rachele Barbieri | Jennifer Valente |
| 2023    | Lotte Kopecky       | Valentine Fortin | Jennifer Valente |
| 2024    | Ally Wollaston      | Lotte Kopecky    | Jennifer Valente |

## Bilan
| Rang | Coureur             | Pays             | Médaille d'or, Coupe du Monde | Médaille d'argent, Coupe du Monde | Médaille de bronze, Coupe du Monde | Total |
| ---- | ------------------- | ---------------- | ----------------------------- | --------------------------------- | ---------------------------------- | ----- |
| 1    | Lotte Kopecky       | Belgique         | 2                             | 2                                 | 0                                  | 4     |
| 2    | Letizia Paternoster | Italie           | 1                             | 0                                 | 0                                  | 1     |
| 2    | Ally Wollaston      | Nouvelle-Zélande | 1                             | 0                                 | 0                                  | 1     |

| Rang  | Pays             | Médaille d'or, Coupe du Monde | Médaille d'argent, Coupe du Monde | Médaille de bronze, Coupe du Monde | Total |
| ----- | ---------------- | ----------------------------- | --------------------------------- | ---------------------------------- | ----- |
| 1     | Belgique         | 2                             | 2                                 | 0                                  | 4     |
| 2     | Italie           | 1                             | 1                                 | 0                                  | 2     |
| 3     | Nouvelle-Zélande | 1                             | 0                                 | 0                                  | 1     |
| 4     | France           | 0                             | 1                                 | 0                                  | 1     |
| 5     | États-Unis       | 0                             | 0                                 | 4                                  | 4     |
| Total | Total            | 4                             | 4                                 | 4                                  | 12    |